# Arthrolips laetans
Arthrolips laetans is een keversoort uit de familie molmkogeltjes (Corylophidae). De wetenschappelijke naam van de soort werd in 1914 gepubliceerd door Thomas Broun.